# 補償定理
補償定理（ほしょうていり、compensation theorem）は、電流I0が流れている電気回路の区間のインピーダンスがZ0からZ0 + Zに増加したときの回路の各部の電圧の変化ΔVと電流の変化ΔIは、回路中の電源をすべて取り除き、Zと直列にZにI0が流れる向きと逆の向きの電圧源Z I0を加えたときに等しいという定理である。
なお、電源を取り除く場合、電圧源の場合は短絡、電流源の場合は開放して考える。